# فرماندار استان تولا
فرماندار استان تولا رئیس استان تولا است که از ارگان‌های فدرال روسیه است. فرماندار توسط مردم استان به مدت پنج سال انتخاب می‌شود.

## تاریخچه
از سال ۱۷۷۷ تا ۱۷۹۶ قدرت در معاونت تولا بین فرمانداران کل و معاونان تقسیم شد. بالاترین قدرت سیاسی توسط فرمانداران کل اعمال می‌شد. آنها دارای قدرت نامحدود بودند و منحصراً تابع فرمانروای روسیه بودند. به‌عنوان یک قاعده، هر فرماندار کل چندین منطقه را به‌طور همزمان اداره می‌کرد. مسئولیت معاونت‌ها مستقیماً نظارت بر فعالیت‌های اقتصادی در این زمینه بود.
در سال ۱۷۹۷ فرمانداری تولا تشکیل شد که به وسیله فرماندار منصوب شده توسط پادشاه اداره می‌شد.
استان تولا در ۲۶ سپتامبر ۱۹۳۷ تشکیل شد و در ابتدا توسط رئیس کمیته استانی تولا RSDLP و سپس دبیر اول کمیته استان تولا CPSU اداره شد.
در سال ۱۹۹۱، پست رئیس اداره استان تولا ایجاد شد که توسط رئیس‌جمهور روسیه منصوب می‌شد. در ۲۸ سپتامبر ۱۹۹۵، منشور جدید استان تولا به تصویب رسید که در آن پست رئیس اداره به فرماندار تغییر نام داد که توسط مردم استان تولا انتخاب می‌گردید. در همان زمان، اختیارات فرماندار قبل از انتخابات توسط نیکلای سِوریوگین رئیس اداره استان، که توسط رئیس‌جمهور منصوب شده بود، انجام می‌شد.
فرماندار در سال‌های ۱۹۹۷ و ۲۰۰۱ با رأی مستقیم مردم انتخاب شد، از سال ۲۰۰۵ تا ۲۰۱۱ فرماندار توسط رئیس‌جمهور روسیه با تصویب دومای استان تولا منصوب می‌شد. اما از سال ۲۰۱۶، فرماندار دوباره با رأی مستقیم مردم انتخاب شد.